# Paschim Jitpur
Paschim Jitpur è una suddivisione dell'India, classificata come census town, di 13.389 abitanti, situata nel distretto di Jalpaiguri, nello stato federato del Bengala Occidentale. In base al numero di abitanti la città rientra nella classe IV (da 10.000 a 19.999 persone).

## Geografia fisica
La città è situata a 26° 33' 22 N e 89° 32' 06 E.

## Società

### Evoluzione demografica
Al censimento del 2001 la popolazione di Paschim Jitpur assommava a 13.389 persone, delle quali 6.824 maschi e 6.565 femmine. I bambini di età inferiore o uguale ai sei anni assommavano a 1.461, dei quali 740 maschi e 721 femmine. Infine, coloro che erano in grado di saper almeno leggere e scrivere erano 9.338, dei quali 5.168 maschi e 4.170 femmine.